# Josh Sargent
Joshua Thomas ("Josh") Sargent (O'Fallon, 20 februari 2000) is een Amerikaans voetballer die doorgaans speelt als spits. In juli 2021 verruilde hij Werder Bremen voor Norwich City. Sargent maakte in 2018 zijn debuut in het voetbalelftal van de Verenigde Staten.

## Clubcarrière
Sargent speelde jeugdvoetbal bij zijn school in de Verenigde Staten. In 2016 en 2017 had de aanvaller stages bij PSV en Schalke 04. Eind 2017 tekende Sargent een verbintenis voor drieënhalf jaar bij Werder Bremen. Volgens FIFA-reglementen was hij speelgerechtigd vanaf de start van het seizoen 2018/19. Op 7 december 2018 maakte de Amerikaan zijn debuut in de Bundesliga. Tegen Fortuna Düsseldorf opende Kevin Möhwald de score, waarna Dodi Lukebakio voor de gelijkmaker tekende. Sargent zag daarop Martin Harnik scoren en mocht daarna van coach Florian Kohfeldt invallen voor Milot Rashica. Twaalf minuten voor tijd besliste hij de eindstand op 3–1. Aan het einde van het seizoen 2020/21 degradeerde Werder Bremen naar de 2. Bundesliga. Op dit niveau speelde Sargent twee wedstrijden, met daarin twee doelpunten.
Daarna maakte hij voor een bedrag van circa negenenhalf miljoen euro de overstap naar Norwich City, waar hij zijn handtekening zette onder een verbintenis voor de duur van vier seizoenen. In zijn eerste seizoen degradeerde hij met Norwich naar het Championship. In deze competitie maakte hij dertien doelpunten tijdens het seizoen 2022/23. In oktober 2023 werd het contract van Sargent opengebroken en met drie jaar verlengd, tot medio 2028.

## Clubstatistieken
| Seizoen | Club          | Competitie     | Competitie | Competitie | Beker | Beker | Internationaal | Internationaal | Totaal | Totaal |
| Seizoen | Club          | Competitie     | Wed.       | Dlp.       | Wed.  | Dlp.  | Wed.           | Dlp.           | Wed.   | Dlp.   |
| ------- | ------------- | -------------- | ---------- | ---------- | ----- | ----- | -------------- | -------------- | ------ | ------ |
| 2018/19 | Werder Bremen | Bundesliga     | 10         | 2          | 0     | 0     | —              | —              | 10     | 2      |
| 2019/20 | Werder Bremen | Bundesliga     | 28         | 4          | 6     | 0     | —              | —              | 34     | 4      |
| 2020/21 | Werder Bremen | Bundesliga     | 32         | 5          | 5     | 2     | —              | —              | 37     | 7      |
| 2021/22 | Werder Bremen | 2. Bundesliga  | 2          | 2          | 0     | 0     | —              | —              | 2      | 2      |
| 2021/22 | Norwich City  | Premier League | 26         | 2          | 3     | 2     | —              | —              | 29     | 4      |
| 2022/23 | Norwich City  | Championship   | 40         | 13         | 1     | 0     | —              | —              | 41     | 13     |
| 2023/24 | Norwich City  | Championship   | 28         | 16         | 2     | 0     | —              | —              | 30     | 16     |
| 2024/25 | Norwich City  | Championship   | 28         | 14         | 1     | 0     | —              | —              | 29     | 14     |
| Totaal  | Totaal        | Totaal         | 194        | 58         | 18    | 4     | 0              | 0              | 212    | 62     |

Bijgewerkt op 17 april 2025.

## Interlandcarrière
Sargent maakte op 28 mei 2018 zijn debuut in het voetbalelftal van de Verenigde Staten, toen met 3–0 gewonnen werd van Bolivia. Walker Zimmerman maakte de 1–0, waarna Sargent en Timothy Weah de eindstand bepaalden. Sargent mocht van interim-bondscoach Dave Sarachan als basisspeler aan het duel beginnen. Hij werd na een uur spelen gewisseld ten faveure van Andrija Novakovich. De andere debutanten dit duel waren Alex Bono (Toronto), Erik Palmer-Brown (KV Kortrijk), Antonee Robinson (Bolton Wanderers), Keaton Parks (Benfica) en Matthew Olosunde (Manchester United).
In november 2022 werd Sargent door bondscoach Gregg Berhalter opgenomen in de selectie van de Verenigde Staten voor het WK 2022. Tijdens dit WK werden de Verenigde Staten door Nederland uitgeschakeld in de achtste finales nadat in de groepsfase gelijkgespeeld was tegen Wales en Engeland en gewonnen van Iran. Sargent kwam in drie duels in actie.
Berhalter koos ervoor om Sargent ook op te nemen in zijn selectie voor de Copa América 2024. De Verenigde Staten werden uitgeschakeld in de groepsfase na een overwinning op Bolivia (2–0) en nederlagen tegen Panama (2–1) en Uruguay (0–1). Sargent speelde in de laatste twee wedstrijden mee. Zijn toenmalige clubgenoot Marcelino Núñez (Chili) was ook actief op het toernooi.
| Interlands van Josh Sargent voor Verenigde Staten | Interlands van Josh Sargent voor Verenigde Staten | Interlands van Josh Sargent voor Verenigde Staten | Interlands van Josh Sargent voor Verenigde Staten | Interlands van Josh Sargent voor Verenigde Staten | Interlands van Josh Sargent voor Verenigde Staten | Interlands van Josh Sargent voor Verenigde Staten |
| №                                                 | Datum                                             | Wedstrijd                                         | Uitslag                                           | Competitie                                        | Goals                                             |                                                   |
| Als speler bij Werder Bremen                      | Als speler bij Werder Bremen                      | Als speler bij Werder Bremen                      | Als speler bij Werder Bremen                      | Als speler bij Werder Bremen                      | Als speler bij Werder Bremen                      | Als speler bij Werder Bremen                      |
| ------------------------------------------------- | ------------------------------------------------- | ------------------------------------------------- | ------------------------------------------------- | ------------------------------------------------- | ------------------------------------------------- | ------------------------------------------------- |
| 1                                                 | 28 mei 2018                                       | Verenigde Staten – Bolivia                        | 3 – 0                                             | Vriendschappelijk                                 | 52'                                               |                                                   |
| 2                                                 | 28 mei 2018                                       | Ierland – Verenigde Staten                        | 2 – 1                                             | Vriendschappelijk                                 |                                                   |                                                   |
| 3                                                 | 28 mei 2018                                       | Frankrijk – Verenigde Staten                      | 1 – 1                                             | Vriendschappelijk                                 |                                                   |                                                   |
| 4                                                 | 11 oktober 2018                                   | Verenigde Staten – Colombia                       | 2 – 4                                             | Vriendschappelijk                                 |                                                   |                                                   |
| 5                                                 | 16 oktober 2018                                   | Verenigde Staten – Peru                           | 1 – 1                                             | Vriendschappelijk                                 | 49'                                               |                                                   |
| 6                                                 | 20 november 2018                                  | Italië – Verenigde Staten                         | 1 – 0                                             | Vriendschappelijk                                 |                                                   |                                                   |
| 7                                                 | 5 juni 2019                                       | Verenigde Staten – Jamaica                        | 0 – 1                                             | Vriendschappelijk                                 |                                                   |                                                   |
| 8                                                 | 6 september 2019                                  | Verenigde Staten – Mexico                         | 0 – 3                                             | Vriendschappelijk                                 |                                                   |                                                   |
| 9                                                 | 10 september 2019                                 | Verenigde Staten – Uruguay                        | 1 – 1                                             | Vriendschappelijk                                 |                                                   |                                                   |
| 10                                                | 11 oktober 2019                                   | Verenigde Staten – Cuba                           | 7 – 0                                             | Nations League 2019/20                            | 40'                                               |                                                   |
| 11                                                | 15 oktober 2019                                   | Canada – Verenigde Staten                         | 2 – 0                                             | Nations League 2019/20                            |                                                   |                                                   |
| 12                                                | 19 november 2019                                  | Cuba – Verenigde Staten                           | 0 – 4                                             | Nations League 2019/20                            | 1', 66'                                           |                                                   |
| 13                                                | 25 maart 2021                                     | Verenigde Staten – Jamaica                        | 4 – 1                                             | Vriendschappelijk                                 |                                                   |                                                   |
| 14                                                | 30 mei 2021                                       | Zwitserland – Verenigde Staten                    | 2 – 1                                             | Vriendschappelijk                                 |                                                   |                                                   |
| 15                                                | 3 juni 2021                                       | Verenigde Staten – Honduras                       | 1 – 0                                             | Nations League 2019/20                            |                                                   |                                                   |
| 16                                                | 6 juni 2021                                       | Verenigde Staten – Mexico                         | 3 – 2 (n.v.)                                      | Nations League 2019/20                            |                                                   |                                                   |
| Als speler bij Norwich City                       |                                                   |                                                   |                                                   |                                                   |                                                   |                                                   |
| 17                                                | 2 september 2021                                  | El Salvador – Verenigde Staten                    | 0 – 0                                             | WK 2022 kwalificatie                              |                                                   |                                                   |
| 18                                                | 5 september 2021                                  | Verenigde Staten – Canada                         | 1 – 1                                             | WK 2022 kwalificatie                              |                                                   |                                                   |
| 19                                                | 8 september 2021                                  | Honduras – Verenigde Staten                       | 1 – 4                                             | WK 2022 kwalificatie                              |                                                   |                                                   |
| 20                                                | 23 september 2022                                 | Japan – Verenigde Staten                          | 2 – 0                                             | Vriendschappelijk                                 |                                                   |                                                   |
| 21                                                | 21 november 2022                                  | Verenigde Staten – Wales                          | 1 – 1                                             | WK 2022                                           |                                                   |                                                   |
| 22                                                | 25 november 2022                                  | Engeland – Verenigde Staten                       | 0 – 0                                             | WK 2022                                           |                                                   |                                                   |
| 23                                                | 29 november 2022                                  | Iran – Verenigde Staten                           | 0 – 1                                             | WK 2022                                           |                                                   |                                                   |
| 24                                                | 27 juni 2024                                      | Verenigde Staten – Panama                         | 1 – 2                                             | Copa América 2024                                 |                                                   |                                                   |
| 25                                                | 1 juli 2024                                       | Verenigde Staten – Uruguay                        | 0 – 1                                             | Copa América 2024                                 |                                                   |                                                   |
| 26                                                | 12 oktober 2024                                   | Verenigde Staten – Panama                         | 2 – 0                                             | Vriendschappelijk                                 |                                                   |                                                   |
| 27                                                | 15 oktober 2024                                   | Mexico – Verenigde Staten                         | 2 – 0                                             | Vriendschappelijk                                 |                                                   |                                                   |
| 28                                                | 20 maart 2025                                     | Verenigde Staten – Panama                         | 0 – 1                                             | Nations League 2024/25                            |                                                   |                                                   |

Bijgewerkt op 17 april 2025.